# Masashi Eriguchi
Masashi Eriguchi (江里口 匡史, Eriguchi Masashi, né le 17 décembre 1988 à Kikuchi) est un athlète japonais, spécialiste du 100 m.
Il mesure 1,70 m pour 58 kg.

## Carrière
À Daegu 2011, dans le relais composé de Yuichi Kobayashi, Masashi Eriguchi, Shinji Takahira et Hitoshi Saitō, il contribue à un excellent 38 s 66 (SB), temps qui ne permet pas au Japon d'être finaliste, mais qui avec le temps de 38 s 69 réalisé à Fukuroi en 2012 qualifie le Japon pour les Jeux olympiques de Londres.

## Palmarès
| Date | Compétition         | Lieu      | Résultat | Épreuve   | Temps   |
| ---- | ------------------- | --------- | -------- | --------- | ------- |
| 2009 | Universiade         | Belgrade  | 3e       | 100 m     | 10 s 33 |
| 2009 | Championnats d'Asie | Guangzhou | 1er      | 4 × 100 m | 39 s 01 |
| 2011 | Championnats d'Asie | Kōbe      | 2e       | 100 m     | 10 s 28 |
| 2011 | Championnats d'Asie | Kōbe      | 1er      | 4 × 100 m | 39 s 28 |
| 2012 | Jeux olympiques     | Londres   | 4e       | 4 × 100 m | 38 s 35 |

### Records
Ses meilleurs temps sont :
- 100 m : 10 s 07 (+1,9 m/s) à Hiroshima le 28 juin 2009
- 200 m : 20 s 88 à deux reprises, en 2008 et 2009.

Avec le relais japonais, il a réalisé 38 s 78 en 2011 lors du Grand Prix de Kawasaki.